# Любоцино
Любоцино (пол. Lubocino) — село в Польщі, у гміні Крокова Пуцького повіту Поморського воєводства.
Населення — 165 осіб (2011).
У 1975-1998 роках село належало до Гданського воєводства.

## Демографія
Демографічна структура станом на 31 березня 2011 року:
|          | Загалом | Допрацездатний вік | Працездатний вік | Постпрацездатний вік |
| -------- | ------- | ------------------ | ---------------- | -------------------- |
| Чоловіки | 94      | 29                 | 60               | 5                    |
| Жінки    | 71      | 17                 | 46               | 8                    |
| Разом    | 165     | 46                 | 106              | 13                   |